# Església de la Sagrada Família (Castelló de la Plana)
L'Església Parroquial de la Sagrada Família, situada en la Ronda Magdalena, a Castelló de la Plana, a la comarca de la Plana Alta, és un edifici catalogat, de manera genèrica, com Bé de Rellevància Local, segons la Disposició Addicional Cinquena de la Llei 5/2007, de 9 de febrer, de la Generalitat, de modificació de la Llei 4/1998, d'11 de juny, del Patrimoni Cultural Valencià (DOCV Núm. 5.449 / 13/02/2007), amb codi: 12.05.040-031.
Pertany a la Diòcesi de Sogorb-Castelló.

## Història
El creixement de l'economia de Castelló a partir de 1883, després de les successives Guerres Carlines, va suposar un augment de la densitat de població que va provocar la construcció de nous edificis per una major demanda social. Així, a la fi del segle xix comença a veure's la necessitat de construir també més llocs de culte, entre ells l'església coneguda (així era anomenada almenys en el periòdic Heraldo de Castellón el 15 de juny de 1896, moment en què es va dur a terme l'inici de les obres de construcció) en aquest moment com l'església "dels frares". Es localitzava en la coneguda Ronda Magdalena i la hi cridaria més tard església de la Sagrada Família. L'any 1900 van finalitzar les obres, que van estar sota la direcció de l'arquitecte Godofredo Ros de Ursinos, per encàrrec del sacerdot castellonenc Juan Bautista Cardona Vives (1814-1890).
En un primer moment aquesta església va ser regentada per l'Orde dels Frares Menors Caputxins, més coneguts com a pares caputxins, des del 22 de novembre de 1903.
A l'octubre del 2005 durant la festa gran de Sant Félix es va produir la caiguda del sostre de l'església, la qual cosa va obligar a la seva restauració, obres que s'han realitzat en menys d'un any.

## Descripció
Al moment de la seva construcció estava de moda una arquitectura caracteritzada per la mescla de formes típiques d'estils anteriors, Gòtic, Romànic o Mudèjar, la qual cosa guarda una certa consonància amb les característiques del Romanticisme artístic.
Així, Ros de Ursinos, duu a terme el projecte de construcció de l'Església de la Sagrada Família d'un estil neo romànic amb un exterior mujédar, en el qual s'enllacen arcs apuntats i decoració modernista, donant a l'edifici un caràcter eclèctic.
Presenta planta basilical (per tant forma rectangular amb tres naus separades per columnes, que en aquest cas són substituïdes per murs portants consecutius, generant l'aparició, en les naus laterals de crugies) però compta amb motius arquitectònics propis de l'arquitectura industrial de principis del Segle XX. La nau central és de gran grandària i d'altura superior a la de les laterals (que presenten capelles dedicades a diversos sants i màrtirs de l'Església Catòlica). En el nivell superior a les capelles s'obren finestres d'estil mudèjar (forma rectangular rematades amb arcs apuntats de ferradura), amb vidrieres en les quals predominen els colors verd i ambarí i ambarino.
La planta presenta també un absis de catorze costats, en l'interior dels quals es va col·locar el presbiteri, en el qual es troba l'altar major de marbre blanc i vermell Alacant.
Exteriorment destaca la seva façana amb una eclèctica portada típica de les construccions de finals del segle xix, en la qual es veuen reminiscències mudèjars i gòtic tardanes. La portada presenta un sòcol de fàbrica de carreus de pedra de Borriol, del que sorgeixen dos laterals que funcionen com a contraforts.
Del seu interior destaquen els arcs lleugerament apuntats que descansen en columnes de decorats capitells. Als peus, hi ha cor alt i una gran rosassa.
Externament pot observar-se una torre campanar, eximeix a la planta de l'església, a la qual s'accedeix després de l'atri de la nau. Ja a l'interior de la torre, es puja per una escala de caragol que permet accedir als dos nivells de la torre. En el primer nivell hi ha un rellotge exterior, mentre que en el segon se situen les campanes, en un total de quatre. Com a decoració exterior de la coberta d'aquesta torre campanar s'empren làmines metàl·liques a manera d'escates, que cobreix un ramazón íntregramente de fusta.

## Festes
Al setembre, en concret l'últim diumenge d'aquest mes, se celebra la festa de la “Mare de Déu de la Balma, amb tradicionals festes al carrer de la Mare de Déu de la Balma, que pertany a la demarcació de la Parròquia de la Sagrada Família.
El primer diumenge d'octubre hi ha una altra festa al carrer, en aquest cas per celebrar Santa Bàrbara, i al carrer Sant Bàrbara, també dins de la demarcació d'aquesta parròquia.
El tercer diumenge d'octubre se celebra la festa dels carrers de la Mare de Déu del Lledó i Lope de Vega.